# 카슈가르역
카슈가르역(중국어: 喀什站, 병음: Kashi Zhan 카스 잔[*])은 중화인민공화국 신장 위구르 자치구 카슈가르 지구 카슈가르 시의 중심 철도역으로, 난장 철로와 카허 철로의 서쪽 종착역이다. 우루무치 철로국이 관할하는 역이며, 카슈가르 시 시가지에서 북동쪽으로 몇 km 떨어져 있다. 또한 중화인민공화국에서 가장 서쪽에 있는 역이기도 하다.

## 열차 운행
2013년 3월 기준, 여객열차는 투르판을 경유하여 우루무치 남역까지 1일 3왕복 운행하고 있다. 이때 2왕복은 당역 시발이며, 나머지 1왕복은 카허 철로의 호탄 역에서 출발한다.
빠른 열차(K-시리즈)를 이용하면 카슈가르에서 투르판까지 22시간 안에 갈 수 있고, 우루무치까지는 24시간이 넘는다.

## 역 주변
- 카슈가르 남부 버스정류장
- 카슈가르 시 농업 기계화 기술 학교

## 역사
- 1999년 12월 6일 : 난장 철로의 전선 개업[6]
- 2010년 12월 : 호탄 역으로 가는 카허 철로 완공
- 2011년 6월 : 카허 철로 여객영업 개시[7]

## 사진

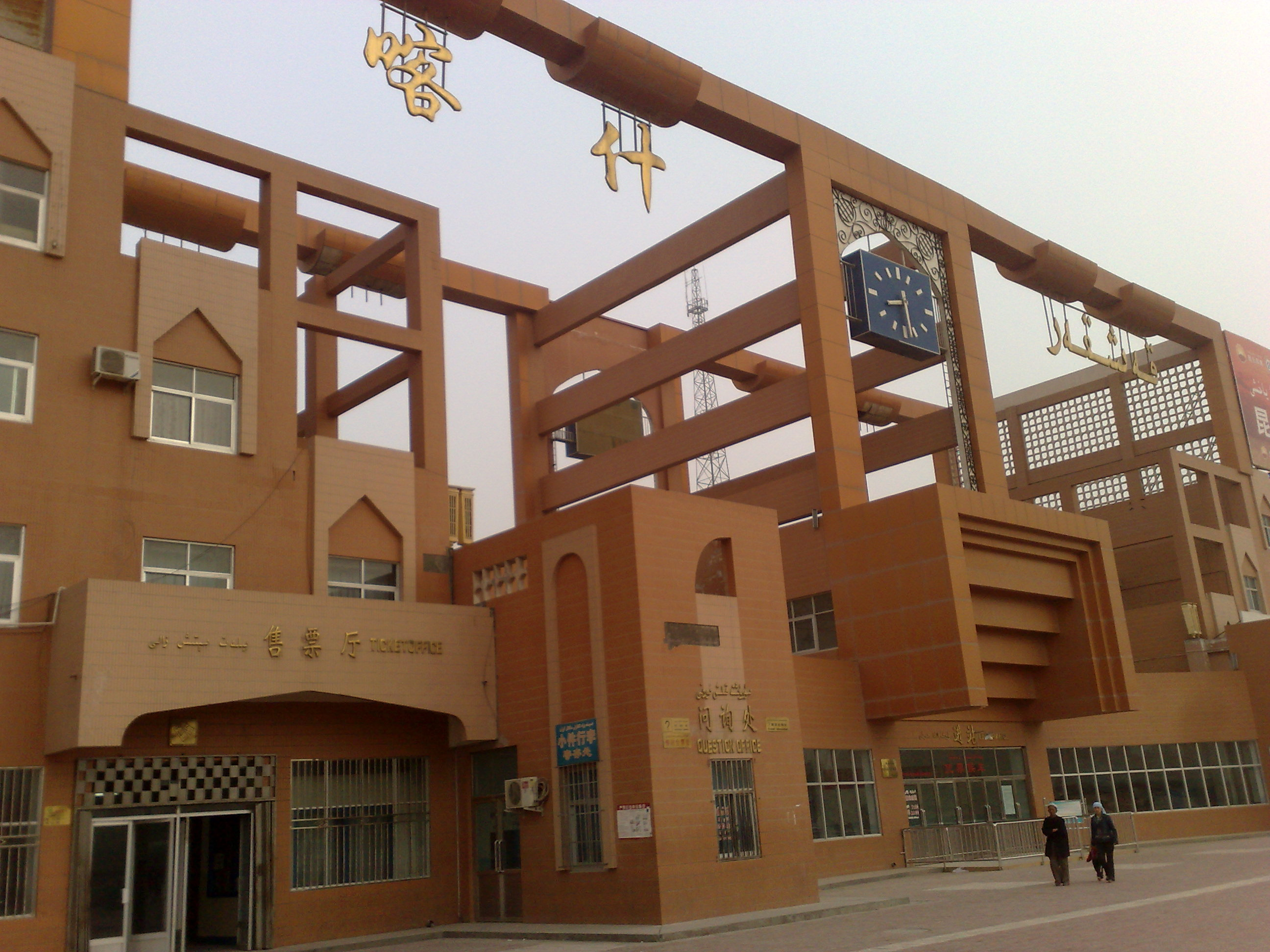
역사
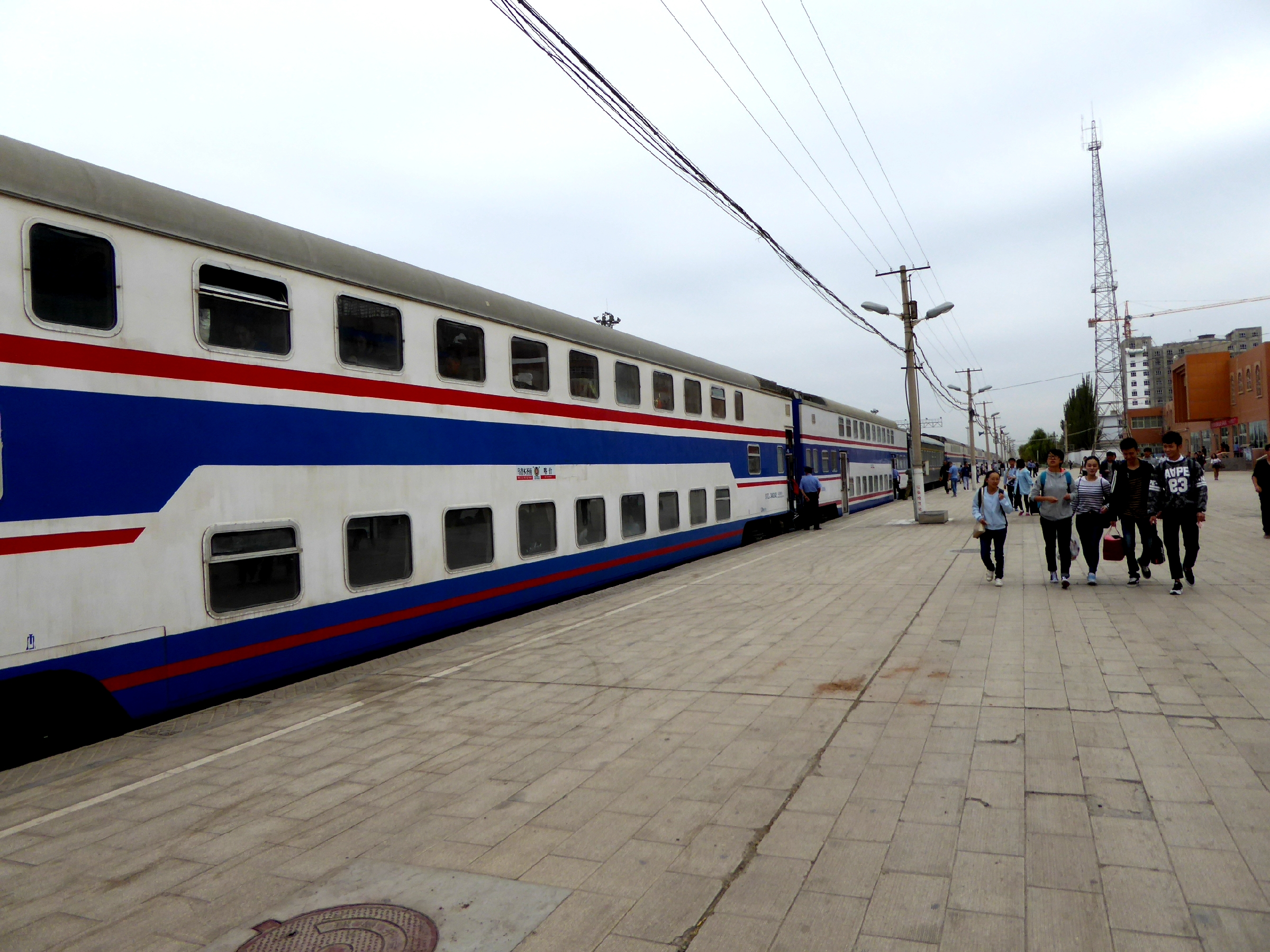
승강장
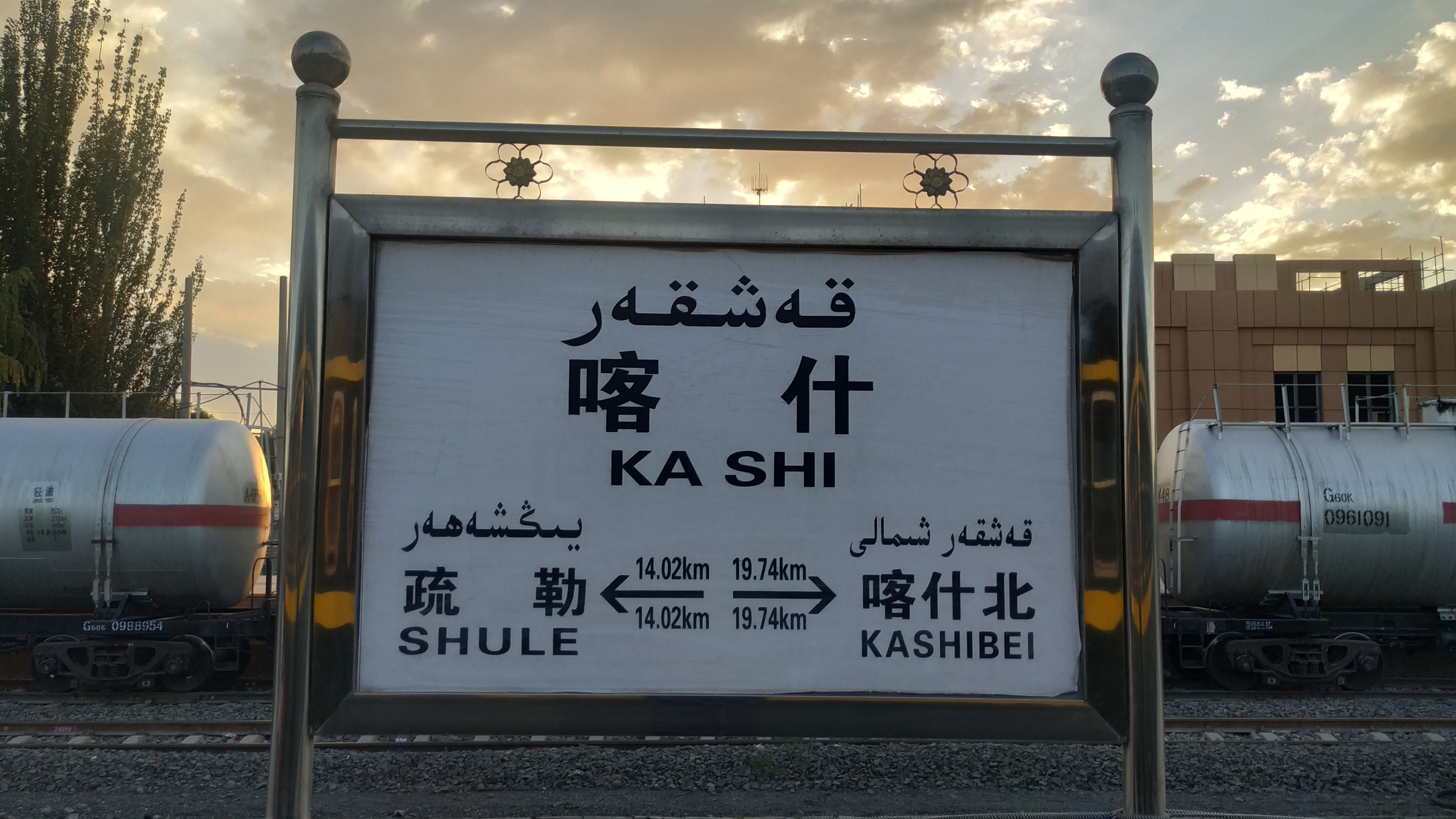
역명판 (2019년)
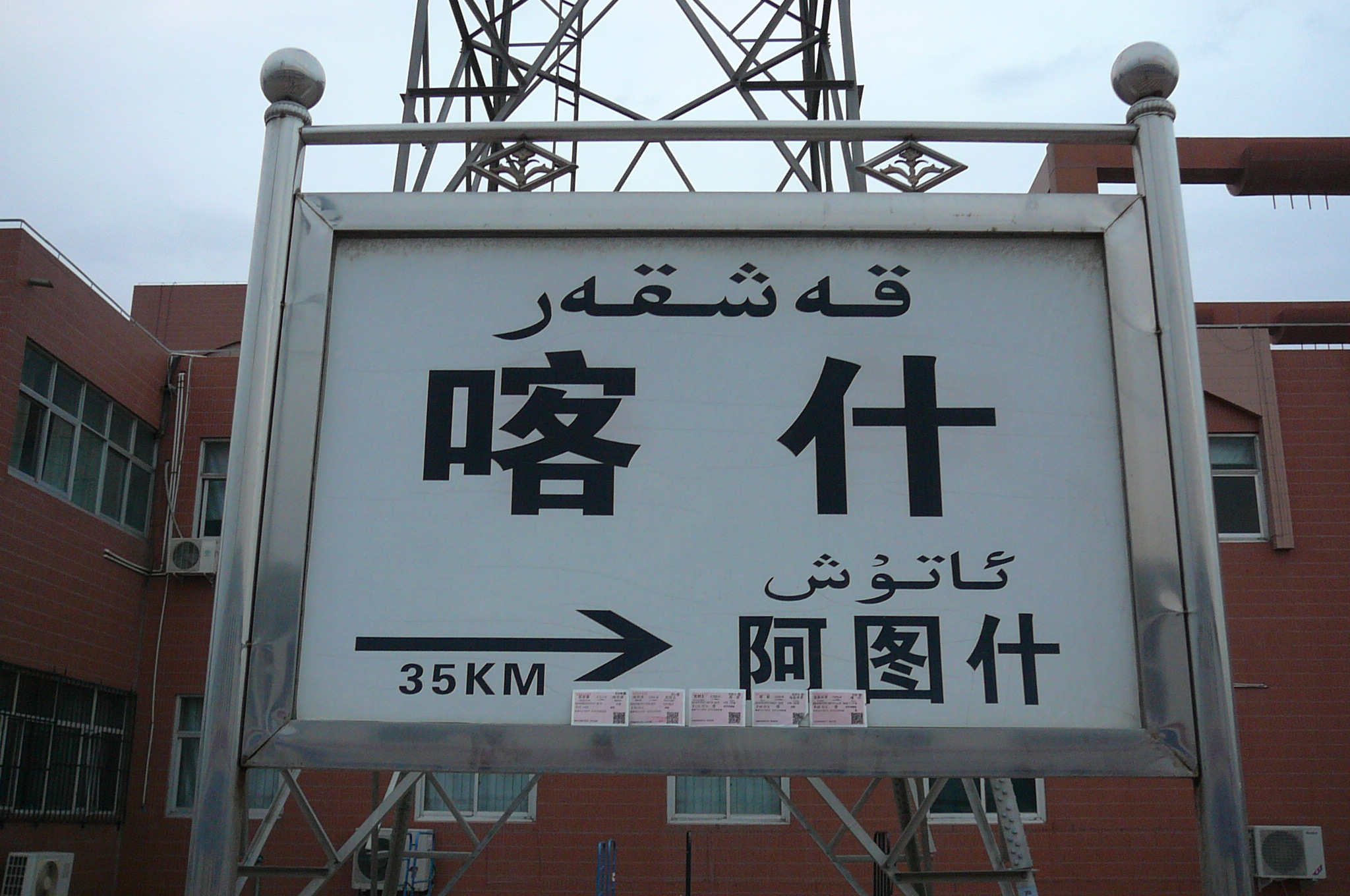
역명판 (2010년)